# 傑克遜縣 (俄勒岡州)
傑克遜縣（英語：Jackson County）是美国俄勒冈州南部的一個縣，南鄰加利福尼亚州，面積7,257平方公里。根據2020年美國人口普查，共有人口22萬3,259人。縣治麥德福特。該縣成立於1852年1月12日，縣名紀念第七任美国总统安德魯·傑克遜。